# Ванничелли Казони, Луиджи
Луиджи Ванничелли Казони (итал. Luigi Vannicelli Casoni; 16 апреля 1801, Амелия, Папская область — 21 апреля 1877, Рим, королевство Италия) — итальянский куриальный кардинал. Вице-камерленго Святой Римской Церкви с 13 сентября 1838 по 25 января 1842. Апостольский легат в Форли с 13 сентября 1842 по 1845. Апостольский легат в Болоньи с 30 апреля 1844 по 1845. Архиепископ Феррары с 20 мая 1850 по 21 апреля 1877. Секретарь мемориальных дат с 21 декабря 1867 по 8 ноября 1870. Апостольский про-датарий с 8 ноября 1870 по 21 апреля 1877. Кардинал in pectore с 23 декабря 1839 по 24 января 1842. Кардинал-священник с 24 января 1842, с титулом церкви Сан-Каллисто с 27 января 1842 по 4 октября 1847. Кардинал-священник с титулом церкви Санта-Прасседе с 4 октября 1847. 